# Glyptothorax nieuwenhuisi
Glyptothorax nieuwenhuisi är en fiskart som först beskrevs av Vaillant 1902.  Glyptothorax nieuwenhuisi ingår i släktet Glyptothorax och familjen Sisoridae. Inga underarter finns listade i Catalogue of Life.